# Morne Diablo
Morne Diablo es una localidad de Trinidad y Tobago, que forma parte de la región de Penal-Debe.

## Geografía
La localidad abarca parte de la isla Trinidad y limita al norte con Penal, al sur con el canal de Colón, al este con Penal Rock Road y al oeste con Scott Road Village.

## Demografía
Datos demográficos de la localidad de Morne Diablo:
| Gráfica de evolución demográfica de Morne Diablo entre 2000 y 2011 |
|                                                                    |